# Suproleague
La Suproleague è stata una massima competizione europea ufficiale per club di pallacanestro, organizzata dalla FIBA.

## Storia
Nel 2000 venne organizzata la sua prima ed unica edizione, nata a seguito di una contesa tra la FIBA e l'ULEB (Unione delle Leghe Europee di Pallacanestro).
Fino a quell'anno infatti l'Eurolega, massima competizione continentale, era organizzata dalla FIBA e gestita sotto la sua egida (fino al 1996 con il nome di Coppa dei Campioni) dal 1958 fino al 2000. Sorprendentemente, la FIBA non aveva registrato il marchio Eurolega e l'ULEB ne approfittò utilizzandolo senza avere implicazioni giuridiche, e costringendo così la FIBA a trovare un nuovo nome per la sua competizione.
La spaccatura tra le due parti inizialmente non sembrava poter essere ricomposta e i migliori club sono stati suddivisi tra le due leghe: tra le altre squadre, Panathīnaïkos, Maccabi Tel Aviv, CSKA Mosca, Scavolini Pesaro ed Efes Pilsen rimasero con la FIBA, mentre Olympiakos Pireo, Virtus Bologna, Real Madrid, Barcellona, TAU Vitoria e Benetton Treviso hanno aderito alla ULEB.
Nel maggio del 2001 l'Europa ha avuto due campioni continentali: la Virtus Bologna vincitrice della ULEB Euroleague e gli israeliani del Maccabi Tel Aviv vincitori della FIBA Suproleague.
Dopo questa stagione di transizione i leader delle due organizzazioni si sono convinti della necessità di elaborare un nuovo singolo torneo. La trattativa ha visto la ULEB in una netta condizione di superiorità e la FIBA non ha avuto altra scelta che accettare le sue condizioni. Di conseguenza, la Suproleague FIBA fu assorbita dall'Eurolega ULEB.

## Edizione 2000-2001

### Formato
La prima fase è composta da una regular season, con 20 squadre divise in 2 gironi da 10. Ogni squadra disputa un incontro di andata ed uno di ritorno contro ciascuna squadra del suo girone, per un totale di 18 partite. Le migliori 8 classificate di ogni girone avanzano agli ottavi di finale ad eliminazione diretta, giocati al meglio delle 3 gare così come i successivi quarti di finale. Le quattro squadre che passano il turno accedono quindi alle Final Four, tenutesi presso il Palais omnisports de Paris-Bercy dal 10 al 13 maggio 2001.

## Regular season

### Gruppo A
|     | Squadra            | G  | V  | P  | Diff |
| 1.  | Panathīnaïkos      | 18 | 13 | 5  | 113  |
| 2.  | CSKA Mosca         | 18 | 12 | 6  | 53   |
| 3.  | Osiguranje Spalato | 18 | 12 | 6  | 28   |
| 4.  | Ülkerspor          | 18 | 11 | 7  | 62   |
| 5.  | ALBA Berlino       | 18 | 9  | 9  | 31   |
| 6.  | ASVEL Villeurbanne | 18 | 9  | 9  | 13   |
| 7.  | Lietuvos Rytas     | 18 | 7  | 11 | -14  |
| 8.  | Śląsk Wrocław      | 18 | 7  | 11 | -14  |
| 9.  | Montepaschi Siena  | 18 | 6  | 12 | -89  |
| 10. | Maccabi Ra'anana   | 18 | 4  | 14 | -183 |

### Gruppo B
|     | Team                | Pld | W  | L  | Diff |
| 1.  | Maccabi Tel Aviv    | 18  | 15 | 3  | 273  |
| 2.  | Efes Pilsen         | 18  | 13 | 5  | 92   |
| 3.  | Partizan Belgrado   | 18  | 11 | 7  | -25  |
| 4.  | Īraklīs Salonicco   | 18  | 10 | 8  | -10  |
| 5.  | Scavolini Pesaro    | 18  | 9  | 9  | 76   |
| 6.  | Pau-Orthez          | 18  | 9  | 9  | 54   |
| 7.  | Telindus Ostenda    | 18  | 8  | 10 | -66  |
| 8.  | Krka Novo Mesto     | 18  | 7  | 11 | -86  |
| 9.  | Bayer 04 Leverkusen | 18  | 6  | 12 | -65  |
| 10. | Plannja Basket      | 18  | 2  | 16 | -243 |

## Ottavi di finale
| Squadra 1               | Serie | Squadra 2               | Gara1   | Gara2   | Gara3   |
| ----------------------- | ----- | ----------------------- | ------- | ------- | ------- |
| (B1) Maccabi Tel Aviv   | 2 - 0 | Śląsk Wrocław (A8)      | 81 - 75 | 85 - 62 | –       |
| (A4) Ülkerspor          | 1 - 2 | Scavolini Pesaro (B5)   | 91 - 81 | 83 - 96 | 85 - 88 |
| (B3) Partizan Belgrado  | 1 - 2 | ASVEL Villeurbanne (A6) | 80 - 73 | 76 - 94 | 62 - 73 |
| (A2) CSKA Mosca         | 2 - 0 | Telindus Ostenda (B7)   | 94 - 76 | 77 - 70 | –       |
| (B2) Efes Pilsen        | 2 - 1 | Lietuvos Rytas (A7)     | 89 - 78 | 69 - 73 | 86 - 67 |
| (A3) Osiguranje Spalato | 2 - 0 | Pau-Orthez (B6)         | 79 - 78 | 85 - 83 | –       |
| (B4) Īraklīs Salonicco  | 1 - 2 | ALBA Berlino (A5)       | 78 - 76 | 77 - 88 | 75 - 86 |
| (A1) Panathīnaïkos      | 2 - 0 | Krka Novo Mesto (B8)    | 82 - 65 | 84 - 79 | –       |

## Quarti di finale
| Squadra 1             | Serie | Squadra 2               | Gara1   | Gara2   | Gara3   |
| --------------------- | ----- | ----------------------- | ------- | ------- | ------- |
| (B1) Maccabi Tel Aviv | 2 - 0 | Scavolini Pesaro (B5)   | 80 - 69 | 84 - 77 | –       |
| (A2) CSKA Mosca       | 2 - 0 | ASVEL Villeurbanne (A6) | 78 - 63 | 82 - 76 | –       |
| (B2) Efes Pilsen      | 2 - 1 | Osiguranje Spalato (A3) | 95 - 69 | 64 - 72 | 82 - 59 |
| (A1) Panathīnaïkos    | 2 - 0 | ALBA Berlino (A5)       | 87 - 77 | 71 - 69 | –       |

## Final Four

### Tabellone
|  | Semifinali       | Semifinali       | Semifinali    |               |                  | Finale             | Finale             | Finale             |  |
|  |                  |                  |               |               |                  |                    |                    |                    |  |
|  | Maccabi Tel Aviv | Maccabi Tel Aviv | 86            |               |                  |                    |                    |                    |  |
|  | Maccabi Tel Aviv | Maccabi Tel Aviv | 86            |               |                  |                    |                    |                    |  |
|  | CSKA Mosca       | CSKA Mosca       | 80            |               |                  |                    |                    |                    |  |
|  | CSKA Mosca       | CSKA Mosca       | 80            |               | Maccabi Tel Aviv | Maccabi Tel Aviv   | 81                 |                    |  |
|  |                  |                  |               |               | Maccabi Tel Aviv | Maccabi Tel Aviv   | 81                 |                    |  |
|  |                  |                  | Panathīnaïkos | Panathīnaïkos | 67               |                    |                    |                    |  |
|  | Panathīnaïkos    | Panathīnaïkos    | Panathīnaïkos | Panathīnaïkos | 67               | 74                 |                    |                    |  |
|  | Panathīnaïkos    | Panathīnaïkos    |               |               |                  | 74                 |                    |                    |  |
|  | Efes Pilsen      | Efes Pilsen      | 66            |               |                  | Finale 3º/4º posto | Finale 3º/4º posto | Finale 3º/4º posto |  |
|  | Efes Pilsen      | Efes Pilsen      | 66            |               |                  |                    |                    |                    |  |
|  |                  |                  |               |               |                  |                    |                    |                    |  |
|  |                  |                  |               |               |                  | Efes Pilsen        | Efes Pilsen        | 91                 |  |
|  |                  |                  |               |               |                  | Efes Pilsen        | Efes Pilsen        | 91                 |  |
|  |                  |                  |               |               |                  | CSKA Mosca         | CSKA Mosca         | 85                 |  |

### Semifinali
| Arbitri: | Carl Jungebrand Eduardo Sancha |

|                                                    |            |                                        |
| Huffman, McDonald 17 Henefeld, Parker 14 Shelef 10 | Punti      | 23 Kirilenko 15 Morgunov 11 Einikis    |
| Parker 7                                           | Assist     | 2 Domani, Einikis, Kirilenko, Morgunov |
| Huffman, Parker 9                                  | Rimbalzi   | 11 Kirilenko                           |
| Pini Gershon                                       | Allenatori | Valerij Tichonenko                     |

| Arbitri: | Romualdas Brazauskas Pascal Dorizon |

|                                         |            |                                            |
| Bodiroga 22 Fōtsīs 11 Alvertīs, Koch 10 | Punti      | 20 Mulaomerović 15 Drobnjak, Onan 10 Beşok |
| Bodiroga 5                              | Assist     | 3 Onan                                     |
| Alvertīs, Middleton 6                   | Rimbalzi   | 8 Beşok                                    |
| Željko Obradović                        | Allenatori | Oktay Mahmuti                              |

### Finale 3º/4º posto
| Arbitri: | Romualdas Brazauskas Carl Jungebrand |

|                                              |            |                                           |
| Kirilenko, Morgunov 16 Einikis 14 Kudelin 13 | Punti      | 25 Drobnjak 18 Šćepanović 15 Mulaomerović |
| Domani 4                                     | Assist     | 12 Mulaomerović                           |
| Morgunov 12                                  | Rimbalzi   | 9 Beşok                                   |
| Oktay Mahmuti                                | Allenatori | Valerij Tichonenko                        |

### Finale
| Arbitri: | Eduardo Sancha Pascal Dorizon |

|                                           |            |                              |
| Huffman, McDonald 21 Parker 13 Henefeld 7 | Punti      | 27 Bodiroga 15 Fōtsīs 9 Koch |
| McDonald 9                                | Assist     | 3 Gentile                    |
| Huffman 9                                 | Rimbalzi   | 8 Bodiroga                   |
| Pini Gershon                              | Allenatori | Željko Obradović             |

| Quintetto titolare | Quintetto titolare | Quintetto titolare | Pt   | Rim  | Ass  |
| ------------------ | ------------------ | ------------------ | ---- | ---- | ---- |
| P                  | 14                 | Arriel McDonald    | 21   | 2    | 9    |
| GA                 | 8                  | Anthony Parker     | 13   | 6    | 3    |
| G                  | 10                 | Tal Burstein       | 5    | 3    | 2    |
| AG                 | 4                  | Nadav Henefeld     | 7    | 2    | 1    |
| C                  | 7                  | Nate Huffman       | 21   | 9    | 0    |
| Panchina:          |                    |                    |      |      |      |
| G                  | 5                  | Mark Brisker       | 3    | 0    | 0    |
| PG                 | 6                  | Derrick Sharp      | 5    | 0    | 0    |
| AG                 | 9                  | Gur Shelef         | 2    | 2    | 2    |
| AG                 | 11                 | Elad Savion        | n.e. | n.e. | n.e. |
| A                  | 12                 | Velibor Radović    | n.e. | n.e. | n.e. |
| C                  | 13                 | Radisav Ćurčić     | 4    | 2    | 0    |
| C                  | 15                 | David Sternlight   | 0    | 0    | 0    |
| Allenatore:        |                    |                    |      |      |      |
| Pini Gershon       |                    |                    |      |      |      |

| Maccabi Tel Aviv |  | Panathinaikos |

| Maccabi Tel Aviv | Statistiche        | Panathinaikos |
| ---------------- | ------------------ | ------------- |
|                  | Statistiche        |               |
| 19/39 (48.7%)    | Tiro da 2          | 17/33 (51.5%) |
| 5/9 (55.6%)      | Tiro da 3          | 6/23 (26.1%)  |
| 28/34 (82.4%)    | Tiri liberi        | 15/18 (83.3%) |
| 3                | Rimbalzi offensivi | 7             |
| 23               | Rimbalzi difensivi | 22            |
| 26               | Rimbalzi totali    | 29            |
| 17               | Assist             | 11            |
| 7                | Palle perse        | 10            |
| 7                | Palle rubate       | 5             |
| 0                | Stoppate           | 0             |
| 27               | Falli              | 29            |

| Vincitrice Suproleague     |
| -------------------------- |
| Maccabi Tel Aviv 1º titolo |

| Quintetto titolare | Quintetto titolare | Quintetto titolare   | Pt   | Rim  | Ass  |
| ------------------ | ------------------ | -------------------- | ---- | ---- | ---- |
| P                  | 5                  | Giōrgos Kalaitzīs    | 0    | 1    | 2    |
| AP                 | 10                 | Dejan Bodiroga       | 27   | 8    | 1    |
| AP                 | 4                  | Fragkiskos Alvertīs  | 5    | 3    | 1    |
| AG                 | 8                  | Antōnīs Fōtsīs       | 15   | 8    | 0    |
| C                  | 12                 | Željko Rebrača       | 0    | 1    | 0    |
| Panchina:          |                    |                      |      |      |      |
| P                  | 6                  | Michael Koch         | 9    | 3    | 3    |
| AG                 | 7                  | Johnny Rogers        | 2    | 2    | 0    |
| P                  | 9                  | Ferdinando Gentile   | 3    | 1    | 3    |
| AG                 | 11                 | Darryl Middleton     | 0    | 1    | 0    |
| C                  | 13                 | Pat Burke            | 2    | 1    | 0    |
| AG                 | 14                 | Iōannīs Rodostoglou  | n.e. | n.e. | n.e. |
| G                  | 15                 | Giōrgos Mpalogiannīs | 0    | 0    | 0    |
| Allenatore:        |                    |                      |      |      |      |
| Željko Obradović   |                    |                      |      |      |      |

## Formazione vincitrice
| N° | Naz.                   | Ruolo | Sportivo         |  | Alt. |  |
| -- | ---------------------- | ----- | ---------------- |  | ---- |  |
| 4  | Israele (bandiera)     | AG    | Nadav Henefeld   |  | 202  |  |
| 5  | Stati Uniti (bandiera) | G     | Mark Brisker     |  | 195  |  |
| 6  | Stati Uniti (bandiera) | P     | Derrick Sharp    |  | 183  |  |
| 7  | Stati Uniti (bandiera) | C     | Nate Huffman     |  | 211  |  |
| 8  | Stati Uniti (bandiera) | G     | Anthony Parker   |  | 198  |  |
| 9  | Israele (bandiera)     | AG    | Gur Shelef       |  | 200  |  |
| 10 | Israele (bandiera)     | G     | Tal Burstein     |  | 198  |  |
| 11 | Israele (bandiera)     | AP    | Elad Savion      |  | 199  |  |
| 12 | Jugoslavia (bandiera)  | A     | Velibor Radović  |  | 202  |  |
| 13 | Jugoslavia (bandiera)  | C     | Radisav Ćurčić   |  | 218  |  |
| 14 | Stati Uniti (bandiera) | P     | Arriel McDonald  |  | 189  |  |
| 15 | Stati Uniti (bandiera) | C     | David Sternlight |  | 205  |  |
|    | Israele (bandiera)     | All.  | Pini Gershon     |  |      |  |

## Premi
- Suproleague MVP:  Nate Huffman,  Maccabi Tel Aviv
- Suproleague Final Four MVP:  Arriel McDonald,  Maccabi Tel Aviv